# Estação Cornellà Centre

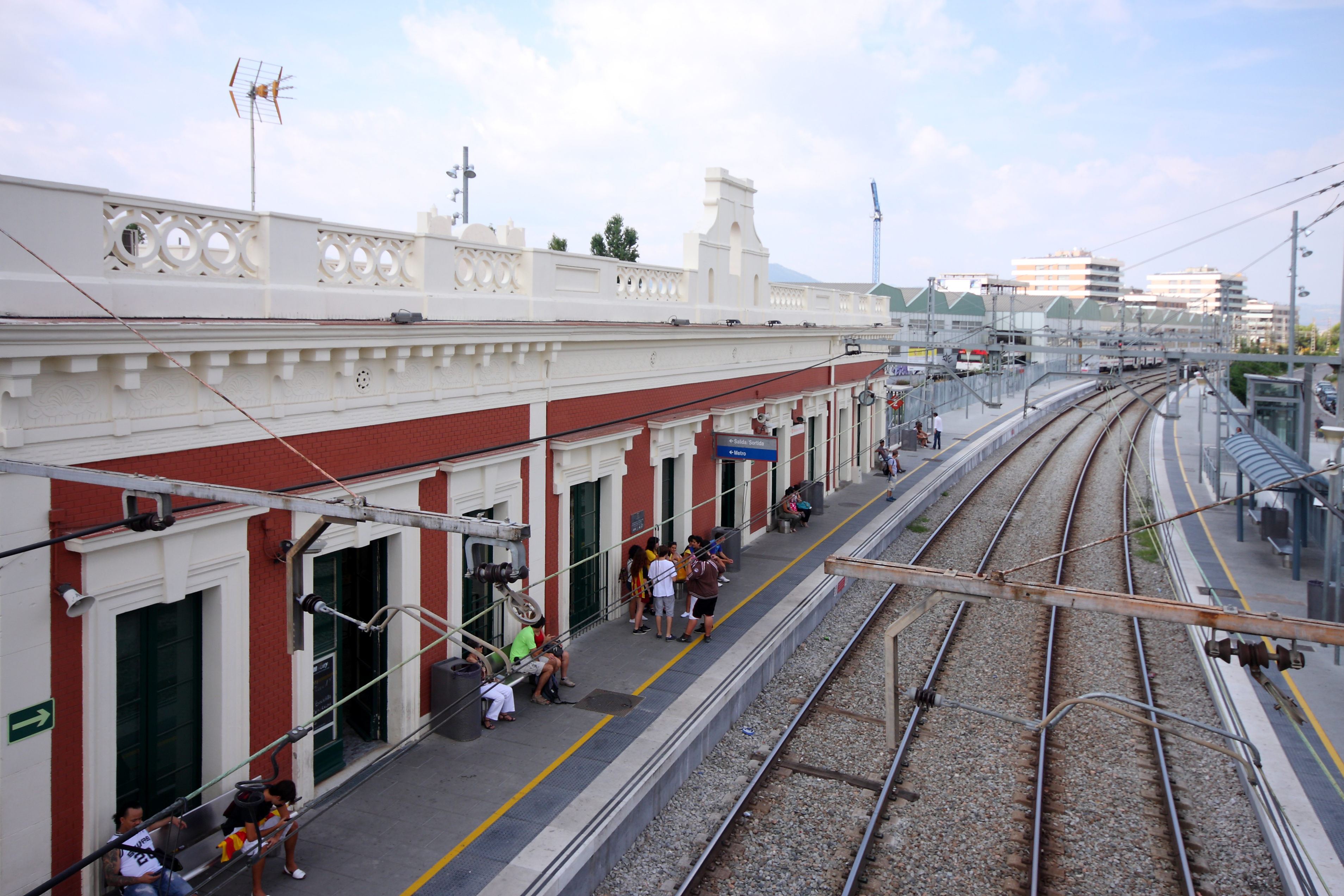
Estação ferroviária Cornellà Centre.

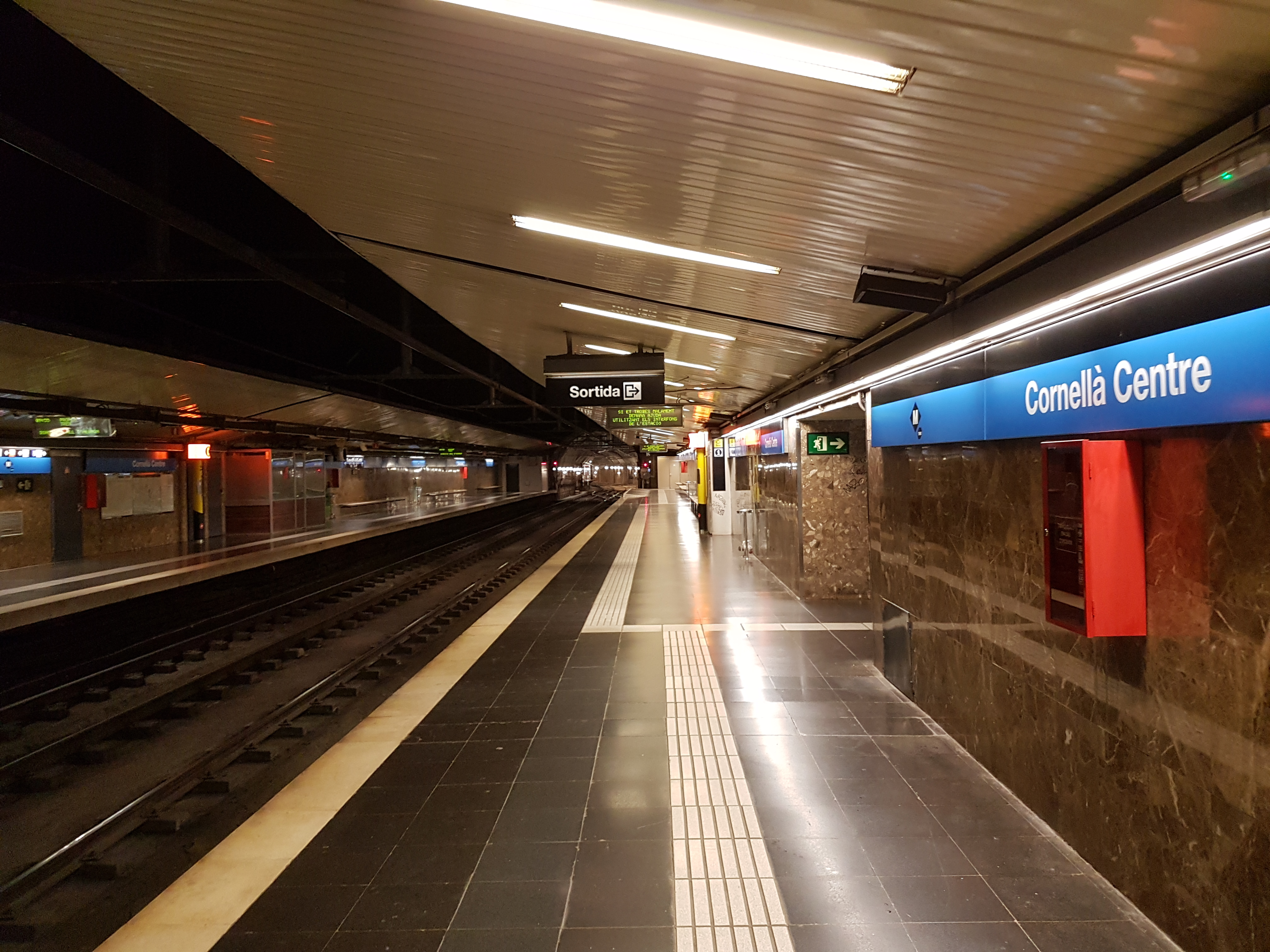
Estação metroviária Cornellà Centre.

Cornellà Centre (em catalão:  Estació de Cornellà Centre - em castelhano:  Estación de Cornellá) é uma estação  da linha Linha 5 do Metro de Barcelona e estação ferroviária da Rodalies de Catalunya.